# Agathia andamanensis
Agathia andamanensis là một loài bướm đêm trong họ Geometridae.